# Институт Кири у Паризу
Институт Кири у Паризу (франц. Institut Curie) је научно-истраживачка и образовна установа за чије оснивање се изборила Марија Кири 1914. године. У њему су под личним надзором Марије Кири спроведена прва истраживање на свету о могућности лечења рака радиоактивношћу. Касније су у институту започела и истраживања из области хемије, физике и медицине. Из овог института промовисана су 6 нобеловаца, којима су додељене четири нобелове награде (по две за физику и хемију). 

## Историја
Претеча данашњег инстута био је Институт за радијум, велика лабораторија коју су за потребе истраживања Марије Кири 1909. године основали Универзитет у Паризу и Институт Пастер. Институт за радијум је имао два одељења. 
- Лабораторију Кири, чијим радом је руководила Марије Кири, посвећена истраживањима из области физике и хемије.
- Пастерова лабораторија, којом је руководио др Claudius Regaud, који је проучаваао биолошке и медицинске ефекте радиоактивности.

Када је 1911. године - Марији Кири додељена друга Нобелова награда, овог пута за откриће два нова елемента, полонијума и радијума, она је покренула иницијативу за оснивањем Института. Успела је да убеди француску владу да издвоји средства за приватни Институт за радијум (данас Институт Кири).
Како је институт основан у предвечерје Великог рата 1914. године, све време рата, Марија Кири је   подучавала медицинских сестаре из радиологије.
По завршетку Великог рата Мариј Кири иClaudius Regaudосновали су 1920. године Фондацију Кири, институцију од јавног интереса. Сврха Фондације била је да финансира активности Института за радијум и допринесе развоју његове терапијске компоненте. 
Прва болница у оквиру института отворена је 1922. године. На клиници су др Claudius Regaud и његов тим развили иновативне терапијске методе тумора комбиновањем хирургије и терапије зрачењем улечењу  карцинома. Фондација Кири  временом је постала модел и узор за оснивање бројних центара за рак широм света. 
Међутим лабораторија Киири наставила је да игра важну улогу у истраживањима из облати физике и хемије. па су тако 1934. године ћерка и зет Марије Кири Ирене и Фредериц Јолиот-Цурие открили су вештачку радиоактивност (за које су 1935. добили нобелову награду) 
Институт за радијум и Фондација Кири спојили су се 1970. године и постали Институт Кури у Паризу. 
Институт данас има три мисије: истраживање, подучавање и лечење рака. У оригиналној згради лабораторије Кири из 1914. године сада се налази Музеј Кири.

## Организационе јединице
Све активности које Институту Кири омогућавају да испуњава своју мисију спроводе се у оквиру три организационе целине — најсавременија онколошко  болничке комплексе који се налазе на три локације (Париз, Орсеју и Сент Клуу). 
У овим међународно признатим истраживачким центрима запослени раде подељени у у 88 истраживачких тимова на три локације и у седишту фондације у Паризу.

### Болница
Институт Кири руководи болницом под називом Hôpital Claudius Régaud, специјализованом за рак. 
Институт такође управља центром за протонску терапију у Орсеју, једном од ретких таквих објеката на свету.

## Придружене институције
Институт Кири придружени је члан следећих институција:Chimie ParisTech, École nationale des chartes, École normale supérieure, École Pratique des Hautes Études, ESPCI Paris, MINES ParisTech, Observatoire de Paris, Université Paris-Dauphine, Conservatoire national supérieur d'art dramatique.

## Нобеловци Института Кири
Особљу института  додељено је укупно четири Нобелове награде:
- 1903. Марија и Пјер Кири, из физике, за научна достигнућа у испитивању радиоактивности.
- 1911. Марија Кири, из хемије, за  издвајање елементарног радона.
- 1935.  Фредерик Жолио и Ирена Жолио-Кири,  из хемије, за откриће вештачке радиоактивности и научне радове из ове области.
- 1991. Пјер-Жил де Жен, из физике, за откриће примене метода проучавања феномена уређености у комплексније сврхе, посебно код течних кристала и полимера”.[2][3][4][5]

Марија Кири  је до данас остала једина жена која је Нобелову награду добила два пута.